# Guillermo Quaini
Guillermo Quaini (Buenos Aires, 6 januari 1971)  is een voormalig volleyballer uit Argentinië. Hij nam eenmaal deel aan de Olympische Spelen (1996) en eindigde bij die gelegenheid met de nationale ploeg op de achtste in de eindrangschikking. Onder leiding van bondscoach Daniel Castellani won Quaini in 1995 de gouden medaille met de nationale selectie bij de Pan-Amerikaanse Spelen in Mar del Plata.